# Eunica medellina
Eunica medellina är en fjärilsart som beskrevs av Hans Fruhstorfer 1909. Eunica medellina ingår i släktet Eunica och familjen praktfjärilar. Inga underarter finns listade i Catalogue of Life.